# Philipp Franck (pintor)

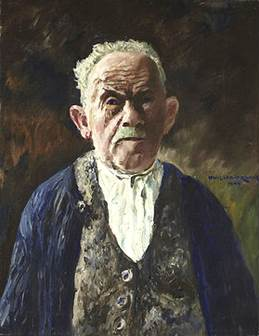
Autorretrato

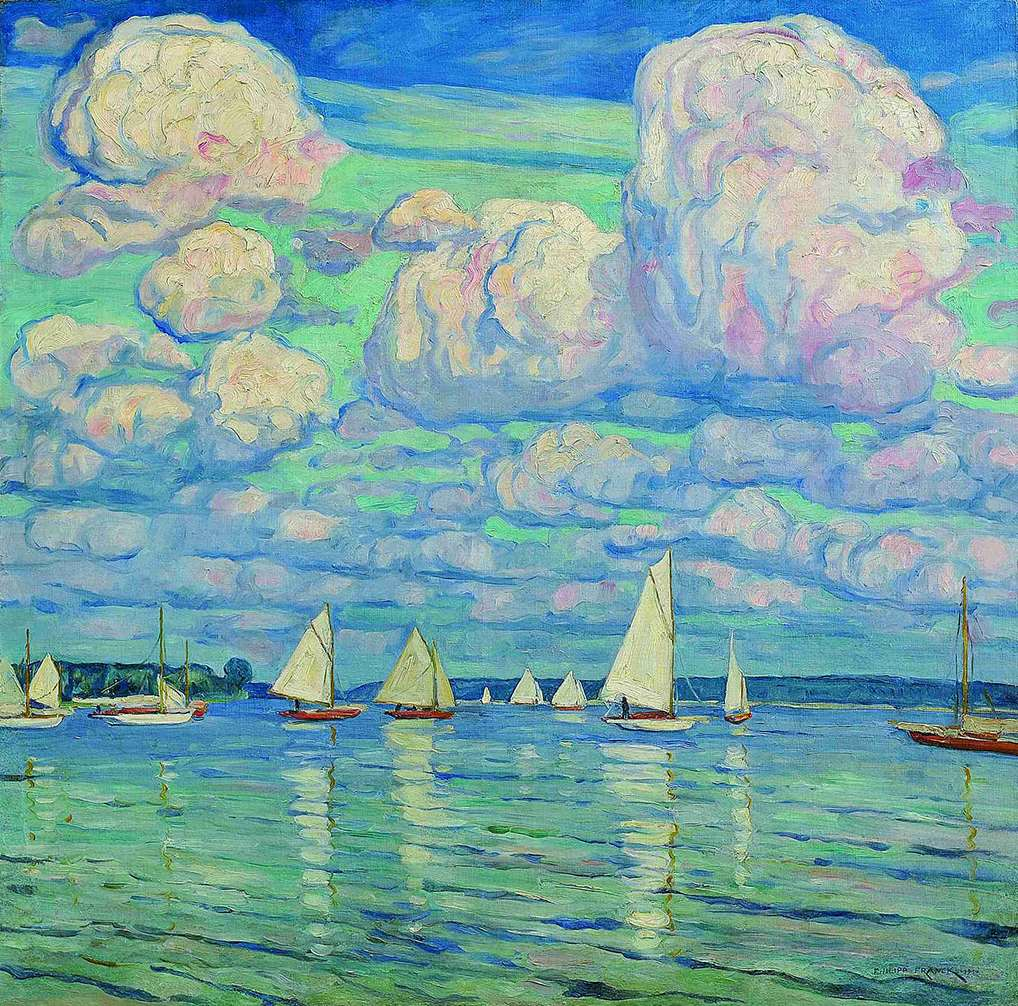
Philipp Franck - Der Wannsee, 1914

Philipp Franck (* 9. abril de 1860 en Fráncfort del Meno; † 13 de marzo de 1944 en Berlín) fue un pintor, artista gráfico, profesor de dibujo e ilustrador alemán.

## Vida y obra

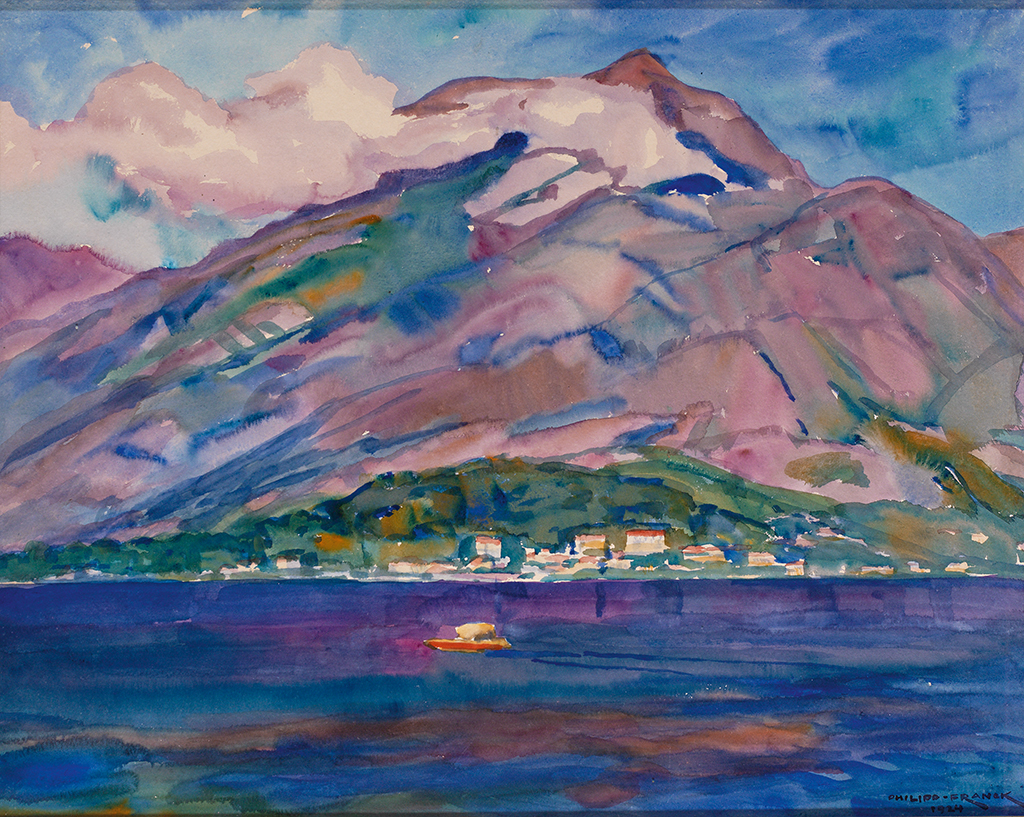
Vista de Limone en el lago de Garda, acuarela, hacia 1920

Con el apoyo de su padre, Franck comenzó su formación como arquitecto en la Escuela de Comercio de Frankfurt. Tras la muerte de su padre, Franck interrumpió esta formación y se dedicó a su pasión, la pintura. A la edad de 17 años ingresó en el Instituto de Arte Städel y se convirtió en alumno de Heinrich Hasselhorst y Eduard Jakob von Steinle. Bajo la tutela de Steinle, Franck también comenzó a ilustrar cuentos de hadas románticos durante este período.

En 1879, Franck fue a Kronberg im Taunus y allí se unió a la colonia de pintores local. Allí trabó amistad con Anton Burger, con quien también tomó clases particulares hasta 1881. Franck tenía sus propios puntos de vista sobre la representación de la naturaleza, por lo que se fue a la Kunstakademie Düsseldorf. El pintor Jakob Fürchtegott Dielmann le había aconsejado que hiciera esto. Permaneció allí hasta 1886 y fijó su residencia en Benrath, cerca de Düsseldorf . Entre otras cosas, fue alumno de Eduard Gebhardt y Eugen Dücker, en cuya clase de paisajismo permaneció desde 1882 hasta 1885. Después de los años de estudio vinieron los años de viaje. Franck primero fue a Würzburg para establecerse allí como pintor. Después de unos años decepcionantes en Würzburg, decidió trasladarse a Berlín, donde se convirtió en una de las figuras más importantes del mundo del arte. En Berlín el Novembervereinigung y el Künstler-Westclub fueron seguidos en 1898 por la fundación de la Secesión de Berlín junto con Lovis Corinth y Max Liebermann.

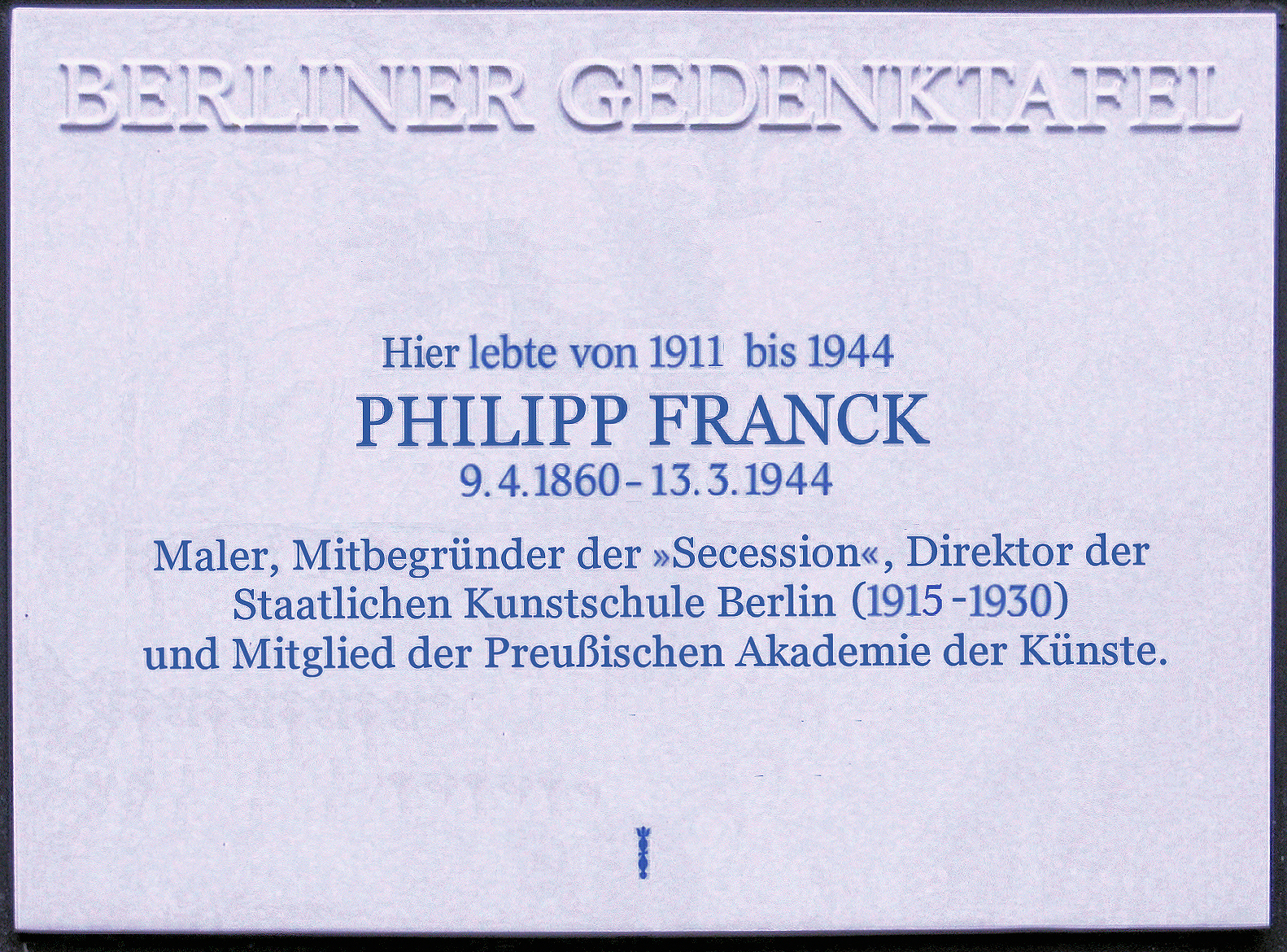
Placa conmemorativa en Berlín, en la casa de Hohenzollernstrasse 7, en Berlín-Wannsee

En 1906, Franck se trasladó con su familia del Halensee al Wannsee. Pero sus intenciones de establecer allí una colonia de artistas basada en el modelo de Kronberg fracasaron. Sin embargo, este entorno y el área de Berlín fueron fuentes importantes para su obra artística. Gran parte de sus obras fueron creadas directamente en la naturaleza. Motivos importantes y frecuentes en sus pinturas y acuarelas son, además de los retratos y retratos familiares, el Wannsee y motivos del Taunus.
En 1902 murió su primera esposa. Dos años más tarde, en 1904, se casó con una alumna de la escuela de arte, Martha Kuhlo. Philipp Franck tuvo cuatro hijos.
En 1944, a la edad de 83 años, Philipp Franck murió en Berlín. Su tumba está dedicada por la ciudad de Berlín como tumba de honor desde 2001. Fue padre del químico Hans Heinrich Franck y del arquitecto Carl Ludwig Franck, abuelo de la escultora Ingeborg Hunzinger y tatarabuelo de la escritora Julia Franck.

## Actividad educativa

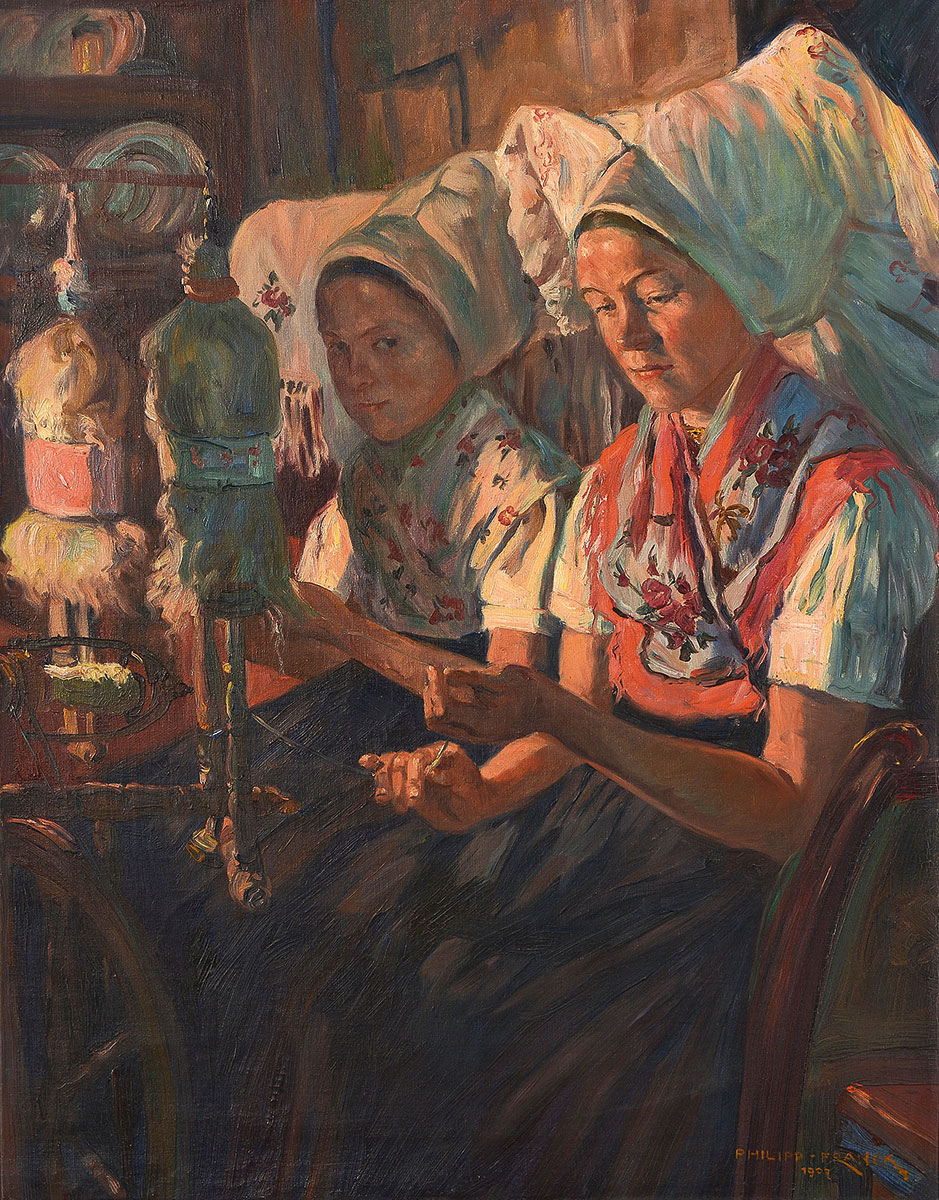
Franck, Philipp - Spreewälder Spinnerinnen - 1907

En 1892, Franck fue a enseñar en la Royal Art School de Berlín, donde había completado su examen de profesor de dibujo dos años antes. Pasó allí algunos años hasta su nombramiento como profesor de dibujo en la Fundación Latina de Francke en Halle/Saale, donde en 1898 Franck recibió el título de profesor titular. En 1912 asumió la dirección provisional de la escuela de arte durante tres años y definitivamente en 1915. Como director de la Royal Art School, Franck ganó una excelente reputación como profesor ya que, junto con Ludwig Pallat, desempeñó un papel clave en la configuración y promoción de las reformas de las clases de arte y dibujo en Prusia.

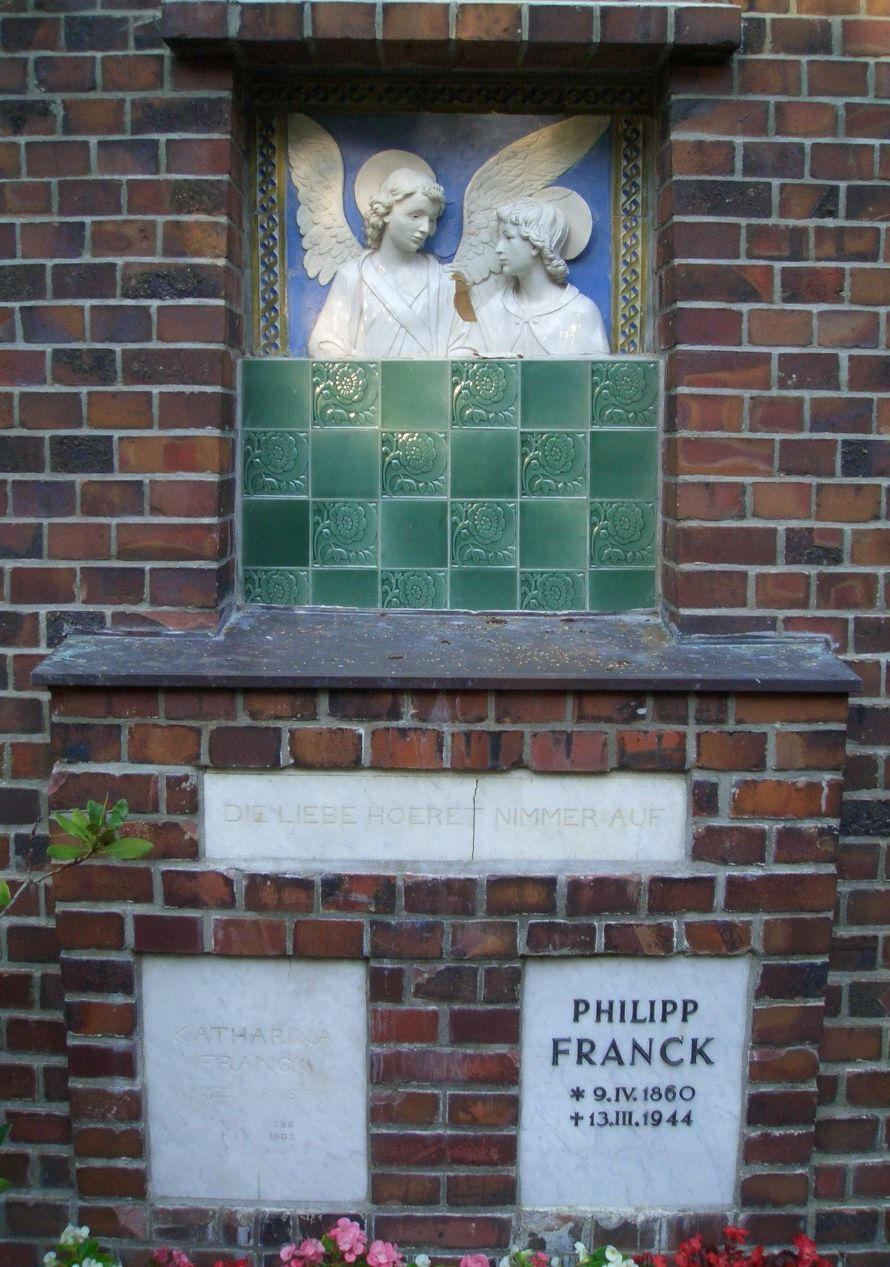
Tumba de honor en el antiguo cementerio de Wannsee

## Honores
- Miembro de la Secesión de Berlín
- Miembro de la Secesión de Munich
- Miembro de la Academia de las Artes
- Miembro de la Asociación Alemana de Artistas
- 1884 Medalla de bronce (Exposición de Londres)
- 1892 diploma de honor en la exposición de Dresde
- Medalla Georg Kerschensteiner

## Exposiciones
- 1976: Centro cultural "Hans Marchwitza", Potsdam
- 2010: Museo Giersch, Fráncfort del Meno
- 2010/2011: Museo Bröhan,[2] Berlín
- 2010: Galería Mother Fourage, Berlín

## Escritos
- Letras de lluvia con 50 dibujos a plumilla. Wohlgemuth & Lissner, Berlín 1920
- Del Taunus al Wannsee. Memorias. Westermann, Berlín 1920.
- Clases de dibujo y arte. Manual para la enseñanza en las escuelas secundarias para la formación inicial y adicional en presentaciones individuales. Edición Ludwig Pallat. volumen 10 Berlín 1928.
- El niño trabajador., Otto Karl Stollberg Verlag, Berlín 1929.
- Una vida para el arte. Rembrandt, Berlín 1944.

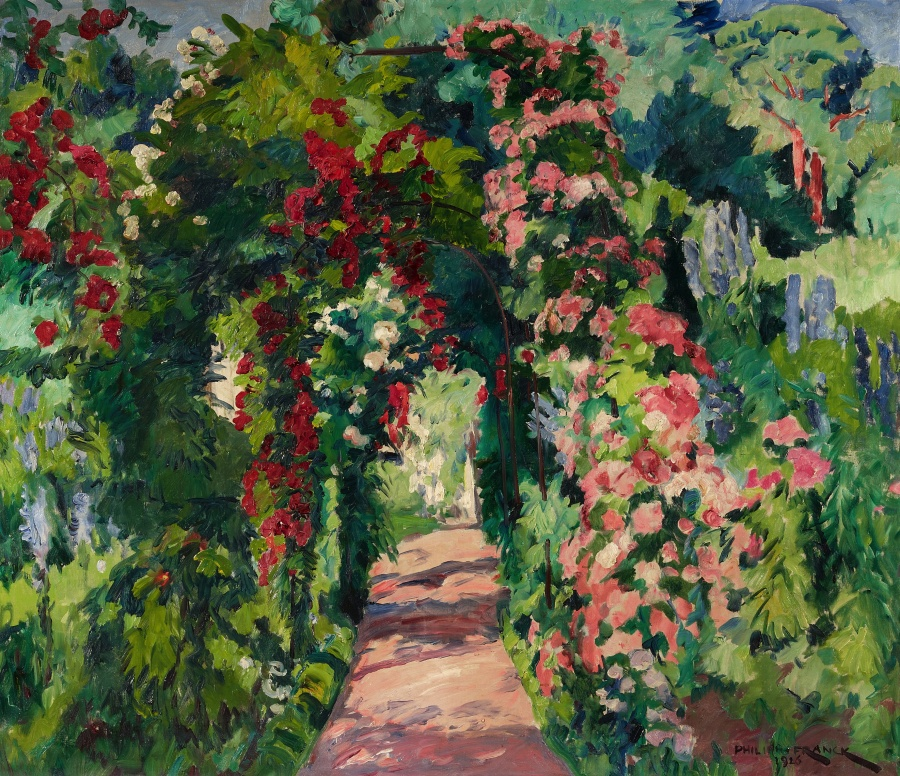
Jardín de Wannsee, 1926